# Donny Marshall
Ne doit pas être confondu avec Donyell Marshall.
Donny Marshall, né le 17 juillet 1972, à Détroit, au Michigan, est un ancien joueur américain de basket-ball. Il évolue au poste d'ailier. Il est devenu consultant sportif à la télévision et à la radio.

## Palmarès
- All-CBA Second Team 2000